# (466630) 2014 WE19
(466630) 2014 WE19 es un asteroide perteneciente al cinturón de asteroides, descubierto el 10 de febrero de 2010 por el equipo Spacewatch desde el Observatorio Nacional de Kitt Peak (Arizona, Estados Unidos).